# Jean Norton Cru
Pour les articles homonymes, voir Cru.
Jean Norton Cru, né à Labatie-d'Andaure (Ardèche) le 9 septembre 1879, mort à Bransles (Seine-et-Marne) le 21 juin 1949, est un écrivain français.
Il est connu pour son essai Témoins, paru en 1929, dans lequel il contrôle la véracité des témoignages publiés par des combattants de la Première Guerre mondiale. Il en donne l'année suivante une version abrégée, Du témoignage.

## Biographie

### Famille
Aîné de six enfants, il naît à Gamon, commune de Labatie-d'Andaure, en Ardèche, le 9 septembre 1879. Il est le fils de Jean Pierre Louis Cru (1849-1914), un pasteur protestant d'origine paysanne, et de Catherine Norton (1847-1936), une Anglaise (d'où son second prénom) issue d'une famille de médecins et d'ingénieurs du Gloucestershire.

### Enfance
De la fin décembre 1883 à 1890, Jean Norton vit en Nouvelle-Calédonie, dans l'île de Maré, où son père est missionnaire. Il ne va pas à l'école. Son éducation scolaire et religieuse est prise en charge par ses parents, surtout par sa mère.

### Études et activités d'enseignant
De retour en France, son père est nommé à la paroisse de la Pervenche, à Privas. Jean Norton fait une année d'école primaire, puis il suit des études secondaires, en tant qu'interne, au lycée de Tournon. De 1897 à 1899, il est profondément marqué par l'affaire Dreyfus. Il en garde une exigence de la vérité et une défiance vis-à-vis des témoignages qui le conduiront plus tard à écrire Témoins. Il obtient son baccalauréat en 1899. Durant l'année scolaire 1899-1900, il enseigne au Granville College de Ramsgate, dans le Kent. De 1900 à 1903, il effectue son service militaire au 140e régiment d'infanterie, à Grenoble. Il le termine comme caporal. Ses parents ont acheté une ferme à Mirmande, dans la Drôme. Il travaille à l'exploitation et participe aux travaux de restauration, tout en préparant son brevet d'instituteur, qu'il obtient. Il enseigne durant un an à Loriol. De 1905 à 1908, il enseigne l'anglais à l'école primaire supérieure d'Aubenas (il reçoit son certificat d'aptitude à l'enseignement de l'anglais dans le primaire supérieur en 1906). C'est à Aubenas qu'il épouse Rose Souquet, en 1908.
La même année, il obtient son certificat secondaire d'anglais. Son plus jeune frère Robert Loyalty enseigne pendant un an dans une université privée américaine, le Williams College, à Williamstown, dans le Massachusetts. Sur son conseil, Jean Norton s'y rend. Il va y enseigner la littérature française jusqu'en 1911. Durant l'année scolaire 1911-1912, il enseigne l'anglais au lycée d'Oran. Il est peu satisfait de l'expérience, et sa femme contracte la fièvre typhoïde. Il retourne au Williams College.

### La guerre
Il participe à la Première Guerre mondiale. Cette expérience le marque pour le reste de sa vie. Le 24 août 1914, il est incorporé dans la territoriale (il a 34 ans), au 110e RIT, à Romans. Il est d'abord garde-voies à la gare de Belleville-sur-Saône. Il arrive au front le 15 octobre. Le 24, il accepte d'être versé dans l'armée de réserve, au 240e régiment d'infanterie. En février 1915, il est nommé sergent. Il participe à la bataille de Verdun en juin 1916. En décembre, il passe au 321e régiment d'infanterie. En janvier 1917, il est à nouveau à Verdun.
En février, du fait de son bilinguisme, il est détaché à l’arrière comme interprète, à la 51e division d'infanterie britannique, puis en août à la 1re division d'infanterie américaine. En décembre, il devient instructeur principal à l'école des interprètes de Biesles. Le 1er janvier 1918, il est nommé adjudant. Début septembre, il est envoyé en mission aux États-Unis pour y tenir des conférences sur le bien-fondé de l'intervention américaine dans le conflit.

### Après-guerre
Le 31 août 1919, Norton Cru est démobilisé et en septembre, il retourne à Williams College.
En août 1922, il se rend en pèlerinage à Verdun. L'année suivante, il commence à lire ou relire méthodiquement tous les témoignages publiés sur la Première Guerre mondiale. Il écrit alors Témoins : essai d'analyse et de critique des souvenirs de combattants édités en français de 1915 à 1928, publié en 1929, dans lequel il contrôle la véracité des témoignages publiés par des combattants de la Première Guerre mondiale. En 1930, il en donne une version abrégée, Du témoignage.
En 1932, à Williams College, Jean Norton Cru devient maître de conférences. Songeant à rééditer Témoins, il révise, corrige et enrichit son livre. Mais il s'arrête en 1935, n'ayant accompli qu'un quart de la tâche.
Il prend sa retraite en juillet 1945, et rentre en France en 1946. Il meurt d'une hémorragie cérébrale à 69 ans, le 21 juin 1949, à Bransles, en Seine-et-Marne.

## TémoinsetDu témoignage
Le travail de Norton Cru a été de « rassembler les relations des narrateurs qui ont agi et vécu les faits, à l'exclusion des récits des spectateurs, qu'ils soient du quartier-général […] ou dans leur bureau ». Son but était en effet de « faire un faisceau des témoignages des combattants » en les dissociant « d'avec la masse énorme de littérature de guerre où ils se trouvent noyés ». C'est pendant la Grande Guerre, dans les tranchées, que Jean Norton Cru, très éprouvé par cette expérience - toute différente des mythes sur la guerre véhiculés depuis toujours - décide qu'il est nécessaire de faire connaître la vérité sur la guerre afin d'honorer les soldats qui en ont été victimes : « Ce livre est né de mes méditations dans la tranchée ».
Il analyse 304 titres, dus à 252 auteurs. C'est à l'aide d'une abondante documentation (cartes d'état-major, journaux de marche…) que Norton Cru étudie et critique ce corpus, à la fois à l'aune de son expérience de la réalité du front en tant qu'ancien combattant, et comme enseignant compétent pour en parler avec un regard critique. Son livre Témoins est composé d'une introduction dans laquelle l'auteur énumère les principales « idées fausses sur la guerre » et les récits des guerres précédant la Grande Guerre, puis d'un dictionnaire organisé par genre (journaux, souvenirs, réflexions, lettres et romans) avec 250 notices traitant chacune d'un auteur. Chaque notice comprend trois parties : une courte biographie de l'auteur, une description bibliographique du témoignage et une analyse critique de la valeur à la fois documentaire et littéraire de ce témoignage. Norton Cru classe ces témoignages en six catégories, en fonction de leur valeur documentaire. Il donne la valeur excellente à 29 auteurs, dont Jean Bernier, Georges Bonnet, Jean-Marie Carré, Paul Cazin, Max Deauville, Charles Delvert, Jean Galtier-Boissière, Maurice Genevoix, Eugène-Emmanuel Lemercier, Jacques Meyer, Daniel Mornet, Albert Thierry, Louis Valdo-Barbey, Paul Lintier et Francisque Vial.
Dans son livre, l'auteur bataille « sur deux fronts, contre la vision héroïco-légendaire de la guerre mais aussi contre le pseudo-réalisme macabre qui s'est imposé contre elle ».
Lorsqu'il soumet son manuscrit aux éditeurs, chacun pose en condition préalable une plus grande clémence à l'égard des écrivains maison. Cru préfère se résoudre à une publication à compte d'auteur, en octobre 1929. Le livre suscite de vives réactions, car il remet par exemple en cause le caractère véridique et réaliste de romans aussi célèbres que Le Feu, d'Henri Barbusse. Il est aussi très sévère avec les écrits de Roland Dorgelès, et plus encore avec ceux de Jacques Péricard. Il est également très  critique envers A l'Ouest, rien de nouveau d'Erich Maria Remarque, publié en 1929, qui a fait l'objet d'une adaptation cinématographique dès 1930. On accuse Jean Norton Cru de vouloir « aseptiser la guerre ». Cependant, dans sa recension de Témoins pour le Bulletin de la Société des Professeurs d’Histoire et de Géographie de mars 1930 (n° 63), soit quelques mois après la publication de Témoins, Septime Gorceix (1890-1964), ancien combattant lui aussi, affirme que c'est: « un ouvrage dont l'importance est considérable […] sans précédent dans toute la littérature historique ».
En janvier 1930, paraît chez Gallimard Du témoignage, version abrégée de Témoins (271 pages, au lieu de 727) où sont recensés 19 titres supplémentaires.
Ses livres tombent par la suite dans l'oubli. En 1959, quand les anciens combattants de la Première Guerre mondiale André Ducasse, Jacques Meyer et Gabriel Perreux publient leur ouvrage historique Vie et mort des Français, 1914-1918, simple histoire de la Grande Guerre, ils sont les premiers à se référer explicitement à Témoins. Ce n'est qu'en 1967 que Jean-Jacques Pauvert réédite en partie Du témoignage. Dans sa thèse soutenue en 1975, Antoine Prost étudie notamment l'usage des bons témoins par Norton Cru. Les Presses universitaires de Nancy rééditent Témoins en 1993, puis en 2006. C'est à partir de l'année 2000, avec la publication de l’ouvrage14-18, retrouver la guerre de Annette Becker et Stéphane Audoin-Rouzeau, que Témoins prend une place centrale dans l'historiographie de la Grande Guerre. En 2022, les éditions Agone publient une édition abrégée de Témoins, avec une préface de Philippe Olivera.
Pour l'historien Rémy Cazals, les historiens spécialistes de cette période  « doivent avoir lu attentivement, de A à Z, notes comprises, le Témoins de Jean Norton Cru, un grand livre qui dérange parce qu’il est très fort ».

### Contexte historiographique
Jean Norton Cru, qui n'était pas historien mais professeur de littérature, est l'un des premiers à promouvoir les témoignages. Il veut écrire l'histoire de la "Grande Guerre" vue d'en bas. Précédemment, les ouvrages des généraux, des politiciens et des diplomates avaient été les plus influents. Il n'y avait eu que quelques publications de carnets et de lettres, mais ces écrits n'intéressaient pas, dans les années 1920, l'essentiel des historiens. Des historiens précédents, tels que Renouvin, ont parfois combattu dans la guerre, mais considèrent que l'expérience du soldat de base n'est pas importante pour l'écriture de l'histoire. Georges Duhamel, ancien médecin militaire et prix Goncourt 1917, avait déjà, en 1920, parlé de « littérature de témoignage », qu'il distinguait de la « littérature de convention ».
Jean Norton Cru critique les idées fausses sur la guerre et veut « donner une image de la guerre d'après ceux qui l'ont vue de plus près, de faire connaître les sentiments des soldats [...] au contact de la guerre », « […] la guerre en ce qu'elle a de plus intime, de plus concret, de plus humain, de plus essentiellement observable ». Il s'oppose en particulier au « paradoxe attribué à Stendhal » dans La Chartreuse de Parme, où le héros, Fabrice del Dongo, jeune civil de 17 ans déguisé en soldat, veut rejoindre Napoléon et ne comprend rien à la bataille de Waterloo à laquelle il assiste : « l'idéal héroïque se heurtant à la réalité laide et méchante » ; ce paradoxe est le suivant : le soldat dans la bataille ne comprendrait pas celle-ci, par opposition aux généraux de l'état-major. Contre la théorie selon laquelle les témoignages sont subjectifs ou biaisés, Jean Norton Cru développe l'idée que le soldat, qui vit jour après jour dans les tranchées, finit par avoir une conscience de ce qui se passe autour de lui et de ses conséquences, alors que sa hiérarchie qui est éloignée du champ de bataille est dépendante d'informations partielles et de ses préjugés tactiques ou stratégiques traditionnels. Selon Cru, les historiens jusqu'à son époque ont considéré à tort que les officiers d'état-major « sont des spécialistes à qui on peut confier le soin de l'histoire militaire ».

### Un exemple méthodologique
Maurice Genevoix dit de Jean Norton Cru qu'il a « consacré quinze ans de sa vie à cette mission de discernement. […] Labeur immense, assumé avec une rigueur de jugement dont l'étroitesse, parfois, s'explique par l'excès de scrupules, par un souci obsédant d'honnêteté […] ». Selon Michel Bernard, c'est parce que la Grande Guerre a constitué pour Cru « la part brûlante de sa vie » que celui-ci, appliquant « à la littérature sur la guerre […] les méthodes de la critique universitaire », a lu et scrupuleusement analysé tous les livres parus sur cette guerre afin d'y chercher « la réalité de la guerre » ; si Cru « passa à l'époque pour une sorte de maniaque, un exalté, un iconoclaste », il avait dans son ouvrage Témoins en réalité « fait l'éloge de la vérité » grâce à « la finesse de sa lecture » des ouvrages écrits par les combattants.
Jean Norton Cru a joué un rôle dans la naissance de l’historiographie de la Première Guerre mondiale, qui « contribua à inscrire définitivement l’histoire contemporaine dans la pratique normale des historiens ». Certes, Albert Schinz a relevé dans une lettre adressée à Norton Cru en novembre 1929 que la méthodologie de celui-ci se focalise trop sur le critère d'authenticité au détriment de celui de l'esthétique des oeuvres analysées.
Le travail de Jean Norton Cru — envisagé comme ayant pour objet essentiel de disqualifier de nombreux témoignages sur la Première Guerre mondiale — a été instrumentalisé par divers auteurs révisionnistes de la Shoah comme justification de leur propre entreprise de négation du génocide commis par le IIIe Reich.
Cependant, comme l'écrit Christophe Prochasson, la « phobie de l’outrance » de Jean Norton Cru correspond à une « esthétique de la mesure » , car l’histoire de la guerre doit être fondée sur des faits crédibles et vérifiés, sinon « toute démesure […] introduirait les germes dévastateurs du doute, comme si Norton Cru prévoyait les futurs procédés négationnistes.
En réalité, ainsi que l'explique l'historien Frédéric Rousseau, lorsque Jean Norton Cru dénonce les falsificateurs, « ce n'est pas dans le but de jeter le discrédit sur tous les témoins ; c'est au contraire pour mieux mettre en valeur les meilleurs, les témoins qui ont su peindre la guerre avec talent tout en restant sincères », ceci afin que ne puisse être remise en cause, par la faute des faux témoins, la réalité des souffrances des combattants de la Grande Guerre.

## Œuvre
- Témoins : essai d’analyse et de critique des souvenirs de combattants édités en français de 1915 à 1928, Paris, Les Étincelles, 1929, 727 p.

Réédition Presses universitaires de Nancy, 1993, et 2006 en fac-similé. Avec 50 p. de présentation et 145 p. de comptes-rendus critiques d'époque.

 Réédition abrégée (174 ouvrages et 133 auteurs sont retenus) avec préface de Philippe Olivera, 46 p.

 Agone, Marseille, 2022, 1 062 p.  (ISBN 978-2-7489-0442-0)
- Du Témoignage, collection « Les documents bleus », Paris, Gallimard, 1930 (271 p., version abrégée de Témoins) lire en ligne sur Gallica. Réédition partielle Jean-Jacques Pauvert, 1967 (191 p., incluant une biographie de Jean Norton Cru par sa sœur Hélène Vogel[59]). Rééd. Allia, 1989 (221 p., incluant la biographie de Cru par Hélène Vogel) et 1997 (153 p., ne contenant pas le choix de documents de l'éd. 1989).
- Lettres du front et d'Amérique 1914-1919, éditées par Marie-Françoise Attard-Maraninchi et Roland Caty (préface de Jean-Marie Guillon), coll. « Le temps de l'histoire », Publications de l'université de Provence, 2007  (ISBN 978-2-85399-677-8) [lire en ligne.

### Traductions
Du témoignage est traduit en allemand, publié en 1932 sous le titre de Wo ist die Wahrheit über den Krieg? Eine kritische Studie mit Berichten von Augenzeugen (i.e. Où se trouve la vérité sur la guerre ? Une étude critique avec des rapports de témoins oculaires) et vendu en Allemagne ; les exemplaires restants seront saisis et brûlés par le régime nazi quand il arrivera au pouvoir. L'ouvrage est également publié en Norvège.
La traduction anglaise, œuvre de Cru lui-même, est publiée pour la première fois aux États-Unis en 1976 sous une forme allégée : 194 pages contre 612 pages pour le fac-similé édité par les Presses universitaires de Nancy.

### Biographie
- Marie-Françoise Attard-Maraninchi et Roland Caty, Avant-propos. Jean Norton Cru à la lecture de sa correspondance de guerre in Lettres du front et d'Amérique 1914-1919, éditées par Marie-Françoise Attard-Maraninchi et Roland Caty (préface de Jean-Marie Guillon), coll. « Le temps de l'histoire », Publications de l'université de Provence, 2007  (ISBN 978-2-85399-677-8) [lire en ligne
- Rémy Cazals, « Jean Norton Cru », in Patrick Cabanel et André Encrevé (dir.), Dictionnaire biographique des protestants français de 1787 à nos jours, tome 1 : A-C, Les Éditions de Paris Max Chaleil, Paris, 2015, p. 783-784  (ISBN 978-2846211901)
- Hélène Vogel, « Jean Norton Cru », in Jean Norton Cru, Du témoignage, Pauvert, 1967, p. 155-189. Cette biographie se trouve également dans l'édition Allia 1989. Elle n'est pas dans l'édition Gallimard 1930, ni dans l'édition Allia 1997.
- Hélène Vogel, Jean Norton Cru : sa vie par rapport à Témoins.

### Études critiques
- Charlotte Lacoste, Bruno Védrines et al., Du témoignage, Autour de Jean Norton Cru in En Jeu, Histoire et mémoires vivantes, revue pluridisciplinaire de la Fondation pour la mémoire de la déportation, n° 6, décembre 2015, 160 p. (actes du colloque international organisé par Charles Heimberg, Charlotte Lacoste, Frédéric Rousseau et Bruno Védrines à l'Université der Genève les 12 et 13 décembre 2014).
- Frédéric Rousseau, Le Procès des témoins de la Grande Guerre : l'affaire Norton Cru, Paris, Seuil, 2003.
- Jacques Vernier, Jean Norton Cru et la Grande Guerre, Maisons-Laffitte, Ampelos, 2014.
- Christophe Prochasson, « Les mots pour le dire : Jean-Norton Cru, du témoignage à l'histoire », Revue d'histoire moderne et contemporaine, vol. no 48-4, no. 4, 2001, p. 160-189
- Jean-Marie Guillon, « Jean Norton Cru, littérature et témoignages de la Première Guerre mondiale », Cahiers d’Études Germaniques, 66 | 2014 [lire en ligne
- Leonard V. Smith (en), « Jean Norton Cru, lecteur des livres de guerre », Annales du Midi : revue archéologique, historique et philologique de la France méridionale, Tome 112, No 232, 2000, p. 517-528, traduit par Michèle Chossat [lire en ligne.

### Sources d'archives
Les papiers privés de Jean Norton Cru et de sa famille sont conservés aux Archives de Marseille (archives.marseille.fr) (46 II, 121 II, 137 II).
La Bibliothèque universitaire Lettres et Sciences humaines de l'Université Aix-Marseille, campus Schuman à Aix-en-Provence, conserve un donde Madame Hélène Vogel (1894-1980), sœur de Jean Norton Cru. Les ouvrages, 427 titres en 451 volumes, représentent la collection personnelle de J. Norton Cru qu’il a continuée jusqu’à sa mort, y compris le corpus à partir duquel il a écrit « Témoins » (1929).
Ces ouvrages sont, dans leur majorité, des témoignages de combattants de la guerre 14-18. Mais le fonds Norton Cru comporte aussi d’autres documents : des articles critiques sur « Témoins » parus dans la presse française et étrangère, des articles critiques sur des ouvrages appartenant au corpus et des cartes d’état-major parfois annotées de la main de Jean Norton Cru.